# Baia Sprie

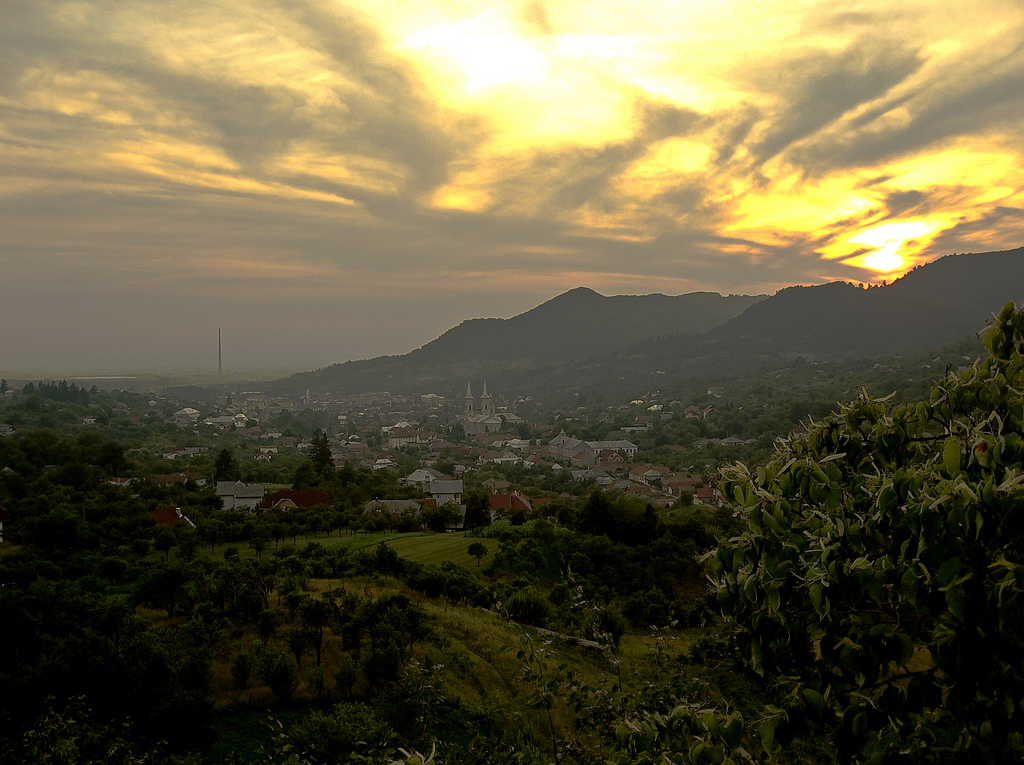
Blick auf Baia Sprie

Baia Sprie (Ausspracheⓘ, deutsch Mittelstadt, ungarisch Felsőbánya) ist eine Stadt im Kreis Maramureș in Rumänien.

## Lage
Baia Sprie liegt am Oberlauf des Săsar – ein linker Nebenfluss des Lăpuș – in den Ausläufern des Gutâi-Gebirges. Die Kreishauptstadt Baia Mare befindet sich etwa 8 km westlich.

## Geschichte
Baia Sprie wurde 1329 unter dem ungarischen König Karl I. mit dem lateinischen Namen Civitas in medio monte erstmals urkundlich erwähnt, 1360 dann unter der deutschen Bezeichnung Mithelperg. In der Umgebung der Stadt ist seit 1411 Bergbau dokumentiert; der vorwiegend von deutschen Bergleuten ausgeübt wurde. Es wurden hauptsächlich Gold und Silber gefördert. Von 1411 bis 1446 war der Ort im Besitz der serbischen Despoten Stefan Lazarević und Đurađ Branković, blieb jedoch unter ungarischer Oberherrschaft. Nach der Schlacht bei Mohács 1526 wurde die Stadt Teil des Fürstentums Siebenbürgen, welches dem Osmanischen Reich tributpflichtig war. Ende des 17. Jahrhunderts kam Baia Sprie zu Österreich-Ungarn. Während dieser Jahrhunderte wurde die Stadt mehrfach durch Einfälle feindlicher Heere und Naturereignisse in Mitleidenschaft gezogen; 1562 attackierten Türken den Ort, 1589 brannte er fast vollständig ab. 1710 fielen einer Pestepidemie 580 Einwohner zum Opfer. 1771 folgte erneut ein Türkeneinfall. 1780 wurden zahlreiche Häuser durch ein Hochwasser zerstört; zwei Jahre später vernichtete eine Heuschreckenplage viele Felder.
Nach dem Ersten Weltkrieg gelangte Baia Sprie an Rumänien, infolge des Zweiten Wiener Schiedsspruches dann von 1940 bis 1944 wieder zu Ungarn.
Der Bergbau, der lange Zeit die Stadt entscheidend prägte, ist nur noch von untergeordneter Bedeutung. Die wichtigsten Wirtschaftszweige der Stadt sind heute Land- und Forstwirtschaft sowie der Tourismus.

## Bevölkerung
Die ursprünglich zumindest wirtschaftlich dominierende deutsche Bevölkerung wurde recht rasch von den Ungarn assimiliert. Im Jahr 1780 wurden in Baia Sprie 3165 Einwohner gezählt. 1880 lebten auf dem Gebiet der heutigen Stadt 6881 Menschen, davon 2618 Rumänen, 3865 Ungarn und 54 Deutsche. 2002 wurden in Baia Sprie 16.609 Einwohner registriert, davon 11.335 in der eigentlichen Stadt und 5274 in den drei Katastralgemeinden. Von den 16.609 Personen bezeichneten sich 12.469 als Rumänen, 3441 als Ungarn, 576 als Roma, 65 als Deutsche und 45 als Ukrainer.

## Verkehr
Die von Baia Mare nach Baia Sprie führende Eisenbahnlinie, 1904 errichtet, stellte 1988 ihren Betrieb ein. Durch die Stadt verläuft die Nationalstraße Drum național 18 von Baia Mare nach Sighetu Marmației, die nordöstlich von Baia Sprie über den Gebirgspass Pasul Gutâi (⊙; 987 m) führt.

## Sehenswürdigkeiten
- Historisches Stadtzentrum (überwiegend 18./19. Jahrhundert)
- Rathaus im Barockstil (1739)
- Orthodoxe Kirche (1793)
- Gebäude der ehemaligen Bergbau-Direktion (1733)
- Park mit modernen Skulpturen
- Geologisches Schutzgebiet Creasta Cocoșului
- Fossilien-Schutzgebiet Chiuzbaia